# Abfüllen
Abfüllen, auch Befüllen oder Füllen ist das Einbringen von Stoffen in Hohlräume oder Behälter.

## Begriffsbestimmungen
Der Vorgang wird präzise benannt:
1. in der Fertigungstechnik das Fügeverfahren Füllen nach DIN 8593 (auch Befüllen, Abfüllen), d. h. das Einbringen von Flüssigkeiten, Gasen, Pulvern oder Pasten in Zwischenräume. Das Ergebnis ist eine Füllung, die durch eine Phasenänderung oder chemische Reaktion erstarrt und dann Bauteile fixiert, Wärme ableitet oder auch isoliert. Es wird unterschieden zwischen dem Einfüllen beispielsweise von Gasen oder Flüssigkeiten in einen Hohlkörper sowie dem Imprägnieren.[1]
2. in der Logistik das Abfüllen als Produktionsschritt zum anwendungsgerechten Abpacken riesel- oder fließfähiger Stoffe (Schüttgut, Flüssiggut) zu deren Transport und Vermarktung
3. in der Verfahrenstechnik das Befüllen technischer Geräte mit funktionellen Flüssigkeiten oder Gasen
4. in der Papierherstellung das Füllen als Anreicherung des Faserstoffes mit Füllstoffen zur Erzielung bestimmter Papiereigenschaften

Als Füllung bezeichnet man den Stoff, das Material oder die Ware, die sich als Nutzinhalt im Inneren eines Behälters oder einer Hülle befindet. Bei gefüllten Hohlräumen oder Wandungen dient die Füllung auch der thermischen Isolation, bei Ballonen und Zeppelinen als Auftriebskörper.
Ist der Inhalt Umgebungsluft, spricht man im Allgemeinen nicht von Füllung, sondern bezeichnet den Behälter als leer, als nicht gefüllt. Dabei gibt es folgende Ausnahmen:
- Der Inhalt steht unter Überdruck (beispielsweise bei einem Drucklufttank)
- ein nicht evakuierter Vakuumbehälter (Rezipient, Vakuumanlage, Vakuumröhre) wird als belüftet oder geflutet bezeichnet.

Umgangssprachlich wird der Begriff mit der Forcierung von Alkoholkonsum Dritter in Verbindung gebracht.

## Beispiele
- Abfüllen und Befüllen (keine Phasenänderung):
  - Abfüllen in Getränkeflaschen (Flaschenabzug), Abfüllanlagen
  - Befüllen hydraulischer Bremsen mit Bremsflüssigkeit
  - Befüllen von Kältemaschinen mit Kältemittel
  - Sand in Schmelzsicherungen, Öl in Groß-Transformatoren, Leistungsschaltern oder -kondensatoren
- Füllen und Verguss als Fügeverfahren:
  - Verguss mit Gießharz, Blei usw.
  - Füllen von Zahnlöchern mit Zahnersatzstoffen, siehe Füllungstherapie (Zahnmedizin)
  - Ausschäumen (Füllung einer Bau- oder Montagefuge)